# Свети Антон (Мошћеничка Драга)
Свети Антон је насељено место у саставу општине Мошћеничка Драга у Приморско-горанској жупанији, Република Хрватска.

## Историја
До територијалне реорганизације у Хрватској насеље се налазило у саставу старе општине Опатија.

## Становништво
На попису становништва 2011. године, Свети Антон је имао 8 становника.